# Metaxas-Linie

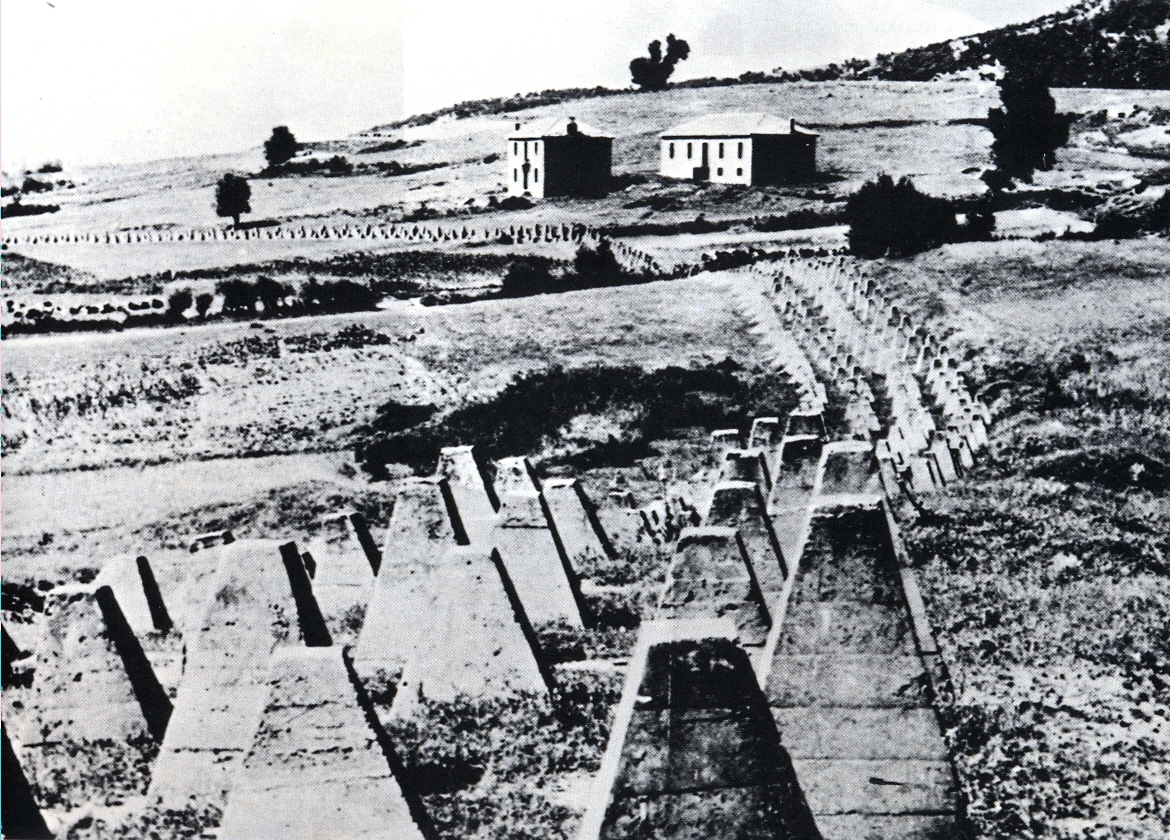
Die Metaxas-Linie nahe der griechisch-bulgarischen Grenze

Die Metaxas-Linie (griechisch: Γραμμή Μεταξά) war der Verteidigungswall der griechischen Armee im Zweiten Weltkrieg entlang der griechisch-bulgarischen Grenze in Ostmakedonien und Thrakien. Sie trägt ihren Namen nach Ioannis Metaxas, einem griechischen General und Politiker, der zwischen 1936 und 1941 Griechenland als Diktator regierte.
Im Verlauf des deutschen Angriffs auf Griechenland, der am 6. April 1941 begann, gelang es der deutschen 5. Gebirgs-Division unter Generalmajor Julius Ringel trotz starken Widerstandes, die Metaxas-Linie an einigen Stellen zu durchbrechen und die restlichen an der Linie verschanzten griechischen Truppen zu umzingeln und zur Kapitulation zu zwingen. 
Mit der anschließenden Besetzung Griechenlands ging der Balkanfeldzug zu Ende.
Die Befestigungsanlage besteht hauptsächlich aus Tunneln, die zu Observatorien, Stellungen und Maschinengewehrnestern führten. Die Konstruktionen sind so robust, dass sie bis heute überleben und zum Teil noch im Einsatz sind. Einige von ihnen sind für die Öffentlichkeit zugänglich. 

## Liste der Befestigungskomplexe
Die folgenden 21 Forts bildeten die Metaxas-Linie, die von West nach Ost entlang der griechisch-bulgarischen Grenze angeordnet war. 
1. Popotlivitsa (Ποποτλίβιτσα)
2. Istibey (Ιστίμπεη)
3. Kelkagia (Κελκαγιά)
4. Arpalouki (Αρπαλούκι)
5. Paliouriones (Παληουριώνες)
6. Roupel (Ρούπελ)
7. Karatas (Καρατάς)
8. Kali (Κάλη)
9. Persek (Περσέκ)
10. Babazora (Μπαμπαζώρα)
11. Maliaga(Μαλιάγκα)
12. Perithori(Περιθώρι)
13. Partalouska (Παρταλούσκα)
14. Ntasavli (Ντάσαβλη)
15. Lisse (Λίσσε)
16. Pyramidoeides (Πυραμιδοειδές)
17. Kastilo (Καστίλο)
18. Agios Nikolaos (Αγιος Νικόλαος)
19. Bartiseva (Μπαρτίσεβα)
20. Echinos (Εχίνος)
21. Nymfaia (Νυμφαία)